# Гаврило Родић
Барон Гаврило Јована Родић (1812 — 1890), односно  , био је генерал артиљерије у аустријском царству, српског порекла, а касније и у аустроугарској монархији (1867-1918).
Родић је рођен 13. децембра 1812. године у српској православној породици у Вргинмосту на Кордуну у Војној крајини (1538-1881), тј. у посебној војно-административној области, која је била директно потчињена круни. Успео се он властитом снагом од проста кадета до мало не највишега степена војничке јерархије.

## Биографија
Отац му је био Јован Родић "часник I хрватске банске пуковније", а породица му, по њему, припада српском братству Родић-Стојсављевић, које је раширено у Северној Далмацији, Лици, Босанској Крајини, Кордуну и Банији.
Цео живот Гавро ће провести у служби у аустријској царској војсци, а као и сви Срби из Војне крајине и он ће као млад дечак започети војну каријеру са 14 година, када га 17. октобра 1826. године примају у „54. пешадијски пук“ и кадетску школу у Грацу.
Већ 1. јануара 1831. године добија чин заставника, док је од 1832. до 1833. године, он је запослен као инструктор кадетске регименте у Грацу.
У „1. граничну пешадијску регименту“ пребачен је 16. јануара 1833. године, а 1. марта 1834. године у истој постаје потпоручник.
Овде има положај ађутанта у батаљону, а потом и у бригади, код једног другог Србина (који је дошао из Лике) - генерала Арсенија Таборовића (1772—1845), тј.  . Чин поручника добиће 1. октобра 1840. године, када му је надређени официр био Аустријанац Johann Franz Freiherr Kempen von Fichtenstamm (1793-1863).
Гаврило Родић је 1. јула 1847. године достигао чин млађег капетана у „12. немачко-банатској граничној регименти“, а 1. априла 1848. године, пребачен је у „2. граничну пешадијску регименту“.

### Лик
Као официр Родић је био врло строг, готово неумољив. Због тога није био ни мало популаран код подређених. Од њих је шта више тражио велике жртве; излагао их током вежби великом телесном напору, а за време предаха, указивао на грешке и додатно "поучавао". Низак, сав округао, са разбарушеном црном косом и великим брковима али звонког гласа. Иако је добро владао немачким језиком, говорио и писао опширно, као саговорник је био врло суздржан и штур на речима. Тек када је 1860. године постао барон, а то му је била животна жеља, "преобразио се". Тај толико озбиљни ћутљиви генерал постаде наједанпут ванредно добре воље. Баш тада је по други пут ушао у брак, у 48 години живота. Његова друга изабраница била је девојка од 19. година, али племкиња - Агата пл. Пјестере, кћерка богатог властелина из Тамишке жупаније. "Младенци" су се скрасили у Дубровнику, где је барон Родић имао лепу кућу.

## Ратне године
Са почетком револуције 1848. године, биће уз бана Хрватске Јосипа Јелачића (1801-1859), код кога у службу стиже 1. априла 1848. године. То познанство са Јелачићем је било пресудно за његову каријеру - "прокрчило му пут".
У чин капетана унапређен је 12. септембра 1848. године. Када је царска војска прешла Драву да поврати Међимурје, Родић је именован за помоћник ађутанта бана и све време се налази у његовом штабу. Касније је учествовао и у борбама (1848—1849) у Мађарској. Ново унапређење следи му већ 14. децембра 1848. године у чин мајора, док службује у „5. вараждинско-кројцерској граничној пешадијској регименти“.
За своје услуге током ових година, добио је 22. септембра 1849. године аустријски царски Леополдов орден - „Витешки крст“.
Исте године добиће и „Војни крст за заслуге“.

Промовисан је у потпуковника 24. децембра 1849. године.
У новембру 1850. године, потпуковник Гаврило добија аустријску племићку титулу - „витез“, а недуго по том, 12. сепрембра 1851. године, унапређен је и у чин пуковника.

Чин пуковника дочекао је у новој „4. пешадијској регименти“, док је 27. новембра 1852. године, преузео команду над „46. пешадијском региментом Гроф Јелачић“.
Родић је 1. марта 1859. године унапређен у чин генерал-мајора, када је постао командант бригаде у Дубровнику и касније Котору, а у тадашњој Далмацији ће остати све до 1862. године.

Аустријски орден „Гвоздене круне“, III класе Гаврило добија 17. децембра 1859. године.
Пошто добија и титулу - „барона“ 8. марта 1860. године, одлази за команданта „VIII корпуса“ у Италију, тј. најпре у Венецију, а потом у Ровињ, па на крају у Темишвар.

Након тога он је водио операције против, како италијанских, тако и пруских снага.

У току аустро-пруског рата (1866), бори се у „Јужној армији“, где је неформално промовисан је фелдмаршал-лајтанта.
Командовао је „V корпусом“ („од 23. јуна 1866. године“) у Италији, током познате битке код села Кустоца (итал. Custozza) у Ломбардији.

После ове победе званично је промовисан у чин генерал-потпуковника, а за заслуге одликовао га је лично Franz Joseph I (1830-1916), цар Аустије (владао: (1848-1867), а потом и Аустроугарске (владао: (1867-1916) аустријским војним орденом „Марије Терезије“.
Генерал Гаврило Родић исте године преузима команду над „12. пешадијском дивизијом“ у Кракову у Пољској, затим 31. марта 1867. године, узима команду над „68. мађарском пешадијском региментом“, потом 3. јануара 1869. године, „16. пешадијском дивизијом“ у Сибињу, те на крају од 11. децембра 1869. године, „18. пешадијском дивизијом“.

## Гувернер Далмације
У Далмацију се вратио 1869. године, као војни командант, где је постао познат и поштован, јер је преговорима решио проблем побуне у Котору, због чега је 22. августа 1870. године, именован намесником (гувернером) крунске покрајине Далмације.
Током намесништва, Родић је радио углавном са Србима у Далматинском Сабору, уз које је гледао да реализује зацртане циљеве бечког двора. Као његов лични пријатељ посебно се издвајао Стјепан Митров Љубиша (1824-1878), политички лидер Срба у Далмацији. Још једно аустријско одликовање добиће 13. октобра 1871. године, а биће то орден „Гвоздене круне“, I класе.
Родић је последњи пут 23. априла 1873. године, унапређен у виши чин, који је својствен само немачкој војничкој традицији, а сврстава се између генерал-потпуковника и генерал-пуковника, тј. чина кога ће Аустроугарска увести тек 1915. године. Место намесника у Далмацији напушта 12. новембра 1881. године, а затим одлази у Беч, где ће се 1. децембра, исте године и пензионисати. Генерал Гаврило Родић је умро у престоници аустроугарске царевине 21. маја 1890. године.

## Српско родољубље
Гаврило је као патриота, својим утицајем помагао Србе, па је тако одбио да се 1870. године војно обрачуна са српским устаницима у Котору, те је уместо тога, уз помоћ пријатеља Стјепана Љубише смирио ову побуну искључиво преговорима. Помогао је да на чело Далматинског Сабора 1870. године дође управо Љубиша, а на његову је (Родићеву) иницијативу 1873. године у Метковићу (крај Дубровника) подигнут парохијски дом поред тамошње српске православне цркве.
Током устанка Срба у Босни и Херцеговини (1875-1878), генерал Родић организује и координира пружање логистичке, војне и материјалне помоћи устаницима. Његове јединице су касније учествовале у аустроугарској окупацији Босне и Херцеговине у 1878. године.